# John Linworth's Atonement
John Linworth's Atonement è un cortometraggio muto del 1914 diretto da Frank Wilson.

## Trama
Per poter curare la sorella malata, un impiegato ruba nella cassaforte del suo principale. Poi salva quest'ultimo quando viene aggredito da un mendicante.

## Produzione
Il film fu prodotto dalla Hepworth.

## Distribuzione
Distribuito dalla Hepworth, il film - un cortometraggio di 190 metri - uscì nelle sale cinematografiche britanniche nel dicembre 1914. Venne distribuito anche negli Stati Uniti nel maggio del 1915.
Si conoscono pochi dati del film che, prodotto dalla Hepworth, fu distrutto nel 1924 dallo stesso produttore, Cecil M. Hepworth. Fallito, in gravissime difficoltà finanziarie, il produttore pensò in questo modo di poter almeno recuperare il nitrato d'argento della pellicola.